# Quercus delgadoana
Quercus delgadoana — вид рослин з родини букових (Fagaceae); ендемік центрального сходу Мексики.

## Опис
Це велике дерево, яке може досягати 25 м у висоту. Як тільки дерева досягають репродуктивного віку, вони плодоносять лише кожні 5–10 років. Стовбур до 1 м в діаметрі. Гілочки без волосся, з непомітними сочевичками. Листки вузько довгасті, еліптичні або ланцетні, шкірясті, 7–18 × 1.5–5 см; основа округла або клиноподібна; верхівка загострена або гостра; край цілий, злегка потовщений, загнутий; обидва боки блискучі, але знизу блідіші; верх голий, тьмяний; низ голий або з іноді окремими волосистими пазухами; ніжка тонка, 2–6 мм, затемнена біля основи. Жолудь дворічний, зріє у жовтні — листопаді, яйцеподібний, 2 см завдовжки, 1.2 см завширшки, поодинокий або парний.

## Поширення й екологія
Ендемік мексиканських штатів Веракрус, Пуебла, Ідальго.
Населяє хмарні ліси; часто трапляється в асоціаціях рослин букових лісів або у поєднанні з Carpinus tropicalis; зростає на висотах 1400–22100 м.

## Використання
Використовується як деревина для меблів та дров.

## Загрози
Хмарні лісові громади на сході Мексики сильно порушені внаслідок видобутку дров, створення кавових плантацій та вирубки лісу на користь пасовищ.